# Serie 030-2206 a 2208 de Renfe
La serie 030-2206 a 2208 de Renfe fue un conjunto de tres locomotoras de vapor procedentes de la antigua serie 1301 a 1386 de la Compañía de los Caminos de Hierro del Norte de España. Todas proceden del ferrocarril Murcia-Caravaca, explotado por el Estado español y se encontraban en Murcia, donde fueron después desguazadas.